# Лебединий ландшафтний заказник
Лебединий заказник — один з об'єктів природно-заповідного фонду Київської області, ландшафтний заказник місцевого значення.

## Розташування
Заказник розташований в Тетіївському районі Київської області, в межах міста Тетіїв, в адміністративних межах Тетіївської міської ради. Займає нижню заболочену течію р. Дубравка до її впадіння у р. Роська. Заказник перерізає дамба. Дамбою проходить дорога, яка сполучає Першотравневу вулицю із провулком Гірші Турія. Перебуває у віданні Тетіївської міської ради. Прохід від вул. Соборної (кол. Леніна) провулком Гірші Турія (кол. Зорге). В кінці провулку знаходиться бесідка зі стендом та міст через р. Дубравка.
.

## Історія
Ландшафтний заказник місцевого значення «Лебединий» був оголошений рішенням № 234-12-VI дванадцятої сесії Київської обласної ради народних депутатів шостого скликання від 24 листопада 2011 року.

## Мета
Мета створення заказника — збереження та відтворення цінних природних комплексів, генофонду рослинного і тваринного світу Київської області.

## Значення
Ландшафтний заказник місцевого значення «Лебединий» має особливу природоохоронну, наукову та естетичну цінність. Має важливе значення для забезпечення рекреації мешканців Тетіїва.

## Загальна характеристика
Загальна площа ландшафтного заказника місцевого значення «Лебединий» становить 108,8 га. Заказник являє собою водно-болотні угіддя в заплаві річок Роська та Дубравка.

## Флора

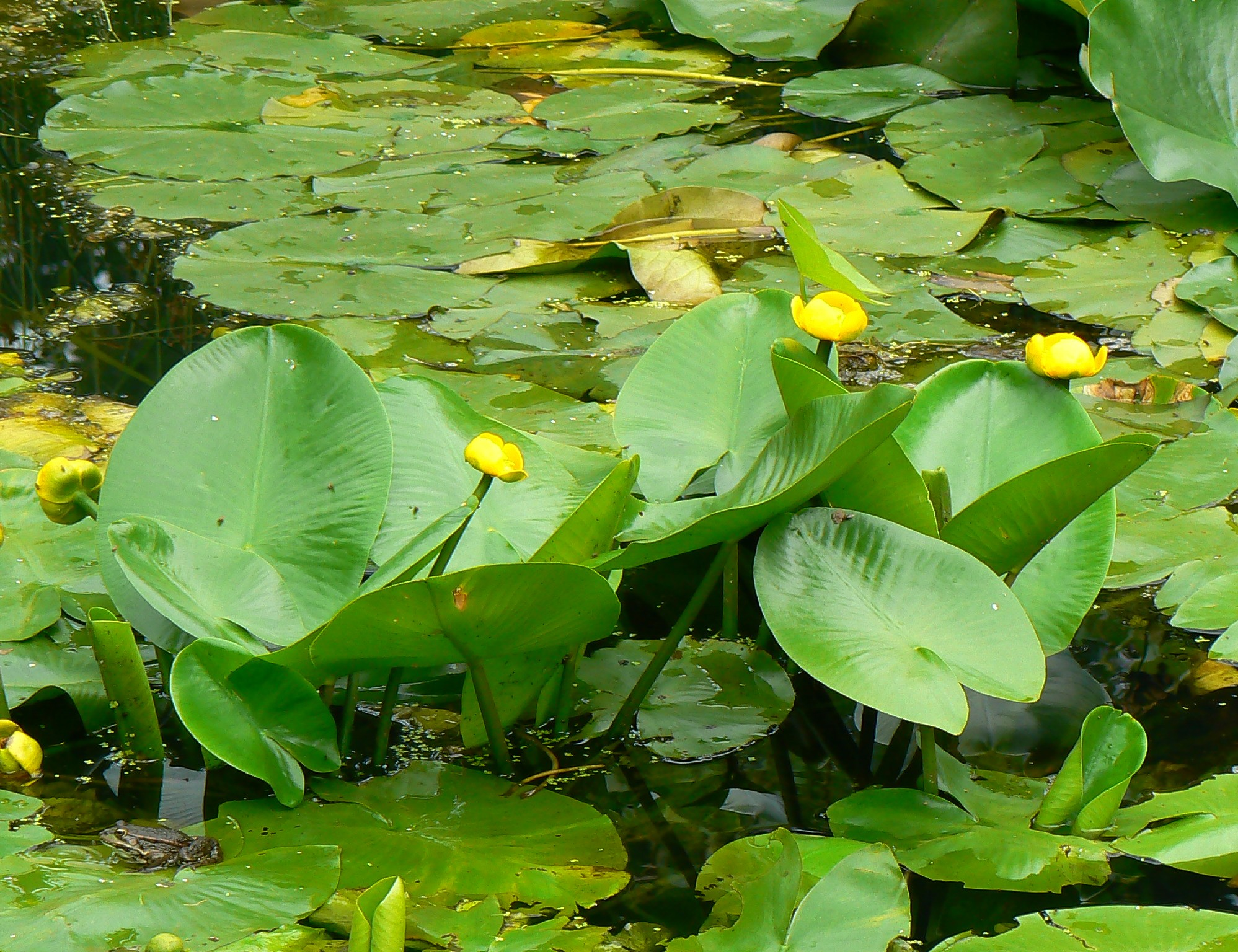
Глечики жовті

На території заказника добре збереглися усі типи заплавної та водної рослинності. Тут розташовані найбільші в Тетієві площі водної, навколоводної, лучної, болотяної рослинності та фрагменти заплавних лісів. На водяній поверхні ростуть ряски мала та трироздільна, жабурник звичайний. Елодея канадська, кушир занурений, різак алоевидний — є типовими видами занурених рослин. Високу цінність мають поширені угруповання глечиків жовтих. У прибережно-водній зоні зростають куга озерна, плакун лозний, чистець болотяний, вовконіг європейський, чихавка звичайна, частуха подорожникова, стрілолист, сусак зонтичний. Цибуля гранчаста, жовтець їдкий, подорожник середній — типовивими заплавними видами вологих луків; гірчак почечуйний, вербозілля звичайне та рідкісні півники болотні і лепеха — заболочених ділянок.

## Фауна

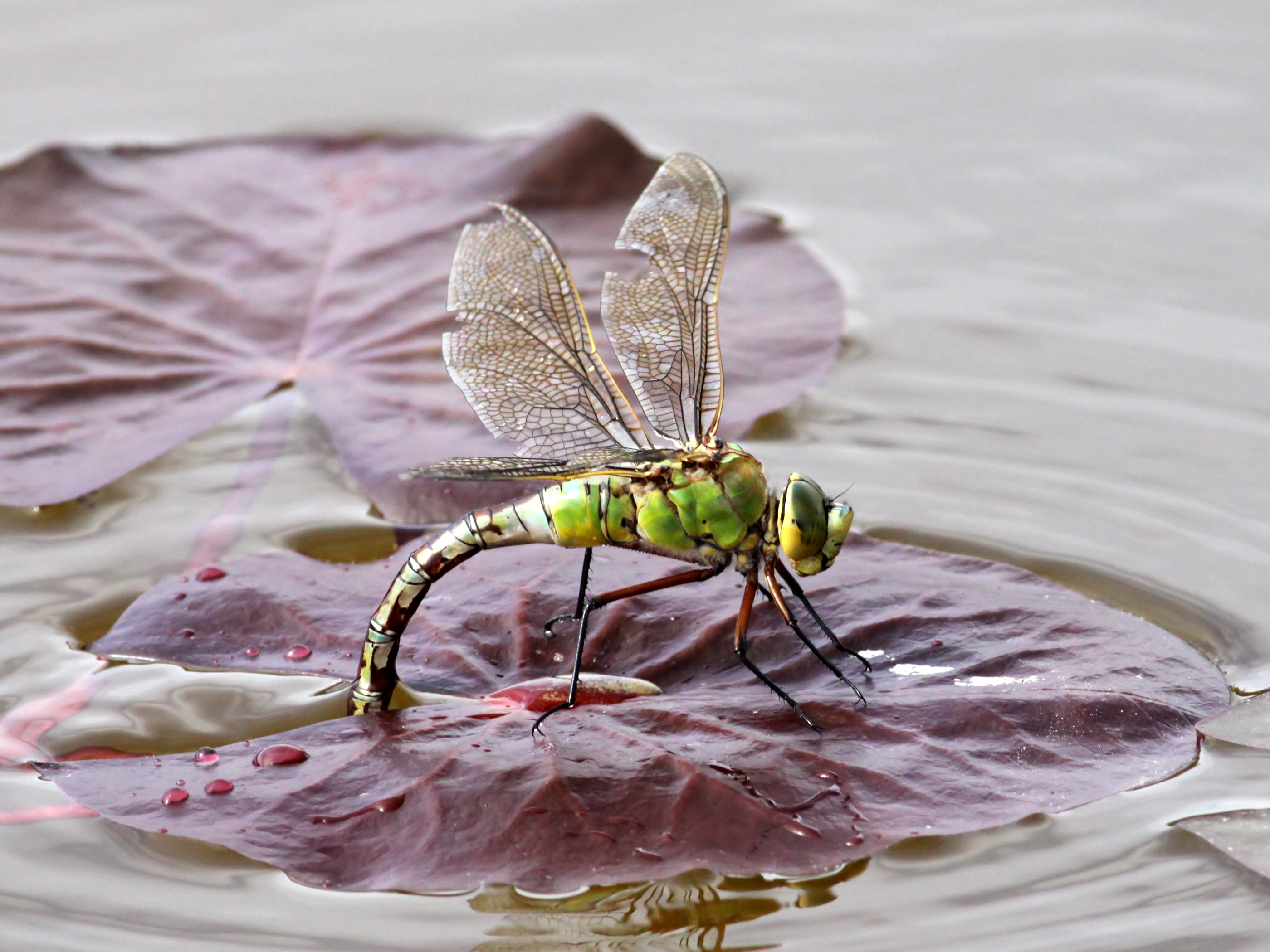
Дозорець-імператор

На території заказника мешкає велика кількість тварин. Багатий світ комах представлений, в тому числі, і червонокнижними видами, такими як: вусач мускусний та дозорець-імператор. Серед водних м'якунів поширені жабурниці, скойки, ставковики, котушки, лужанки, а також кульки та річкові чашечки. Виявлено багато видів земноводних, які охороняються Бернською конвенцією: ропуха сіра, жаба гостроморда, кумка червоночерева, тритон звичайний, тритон гребінчастий, ящірка прудка, черепаха болотяна. Урочище є місцем розмноження та відпочинку під час міграції багатьох видів птахів, таких як: лелека білий, чапля сіра, бугай, бугайчик, плиски жовта та біла, вивільга, соловейко східний, крячки чорний та річковий, мартин звичайний та мартин жовтоногий, ластівки сільська, міська і берегова. Із ссавців зустрічаються ондатра, тхір лісовий, кріт звичайний.

## Галерея

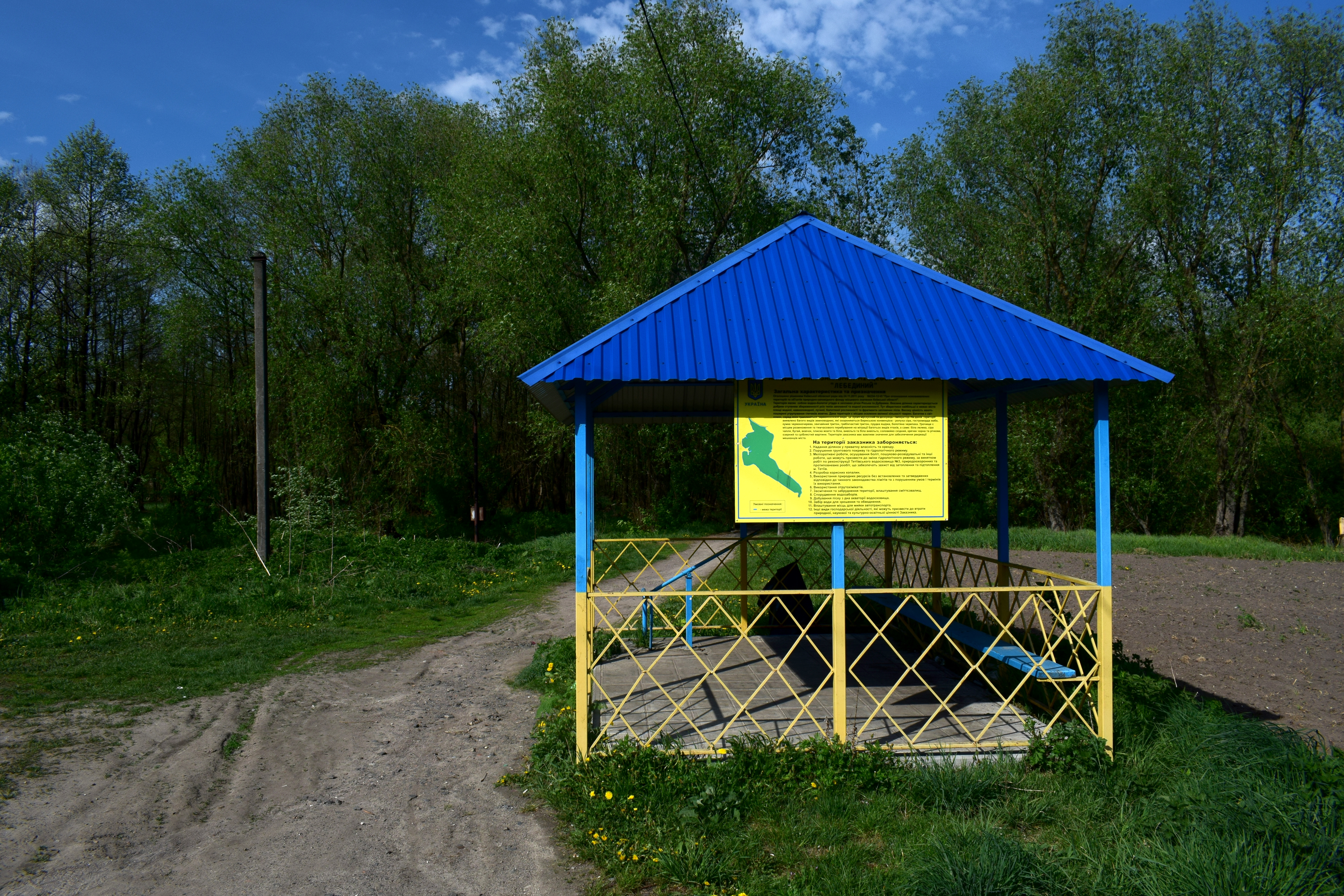
Вхід до заказника
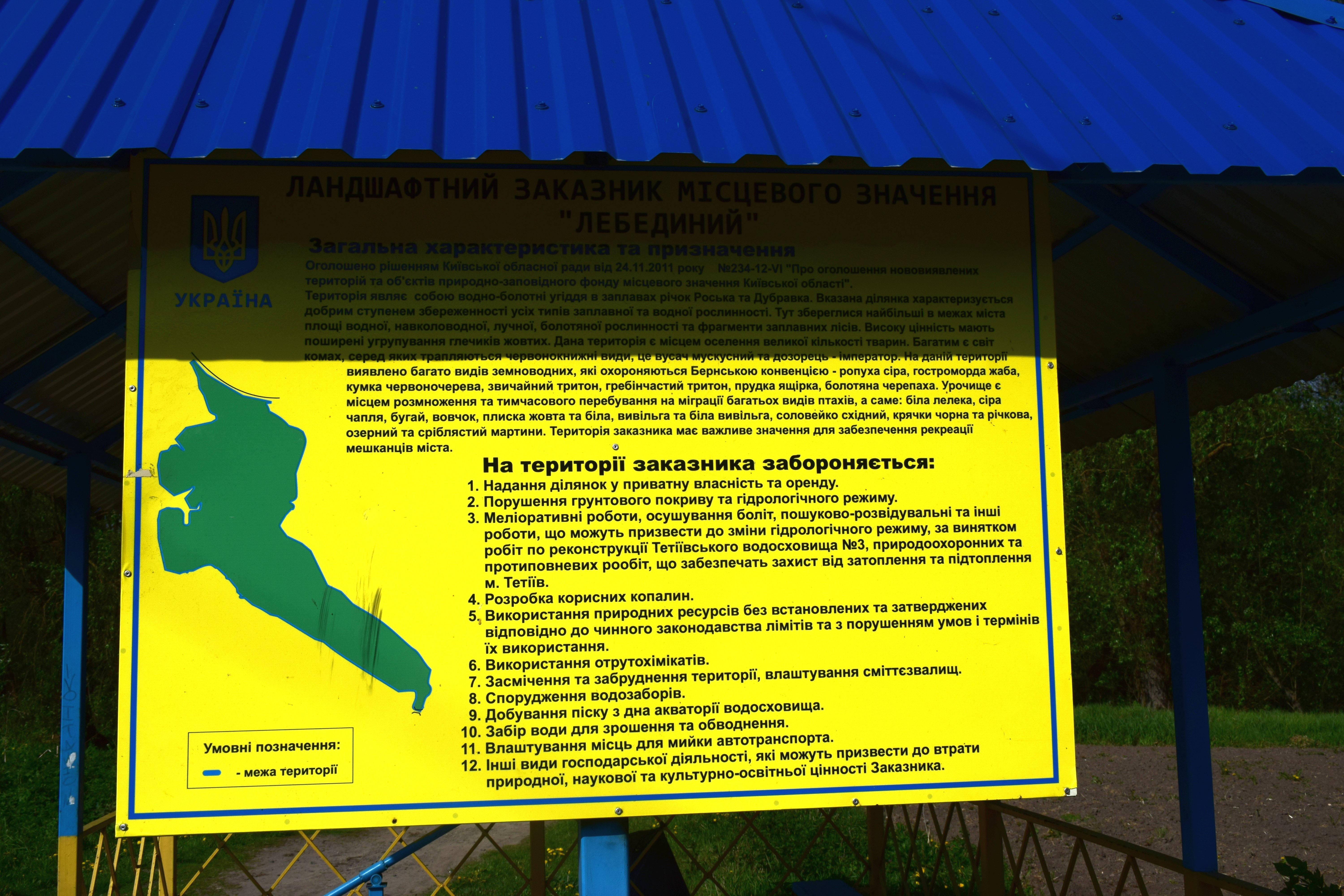
Стенд
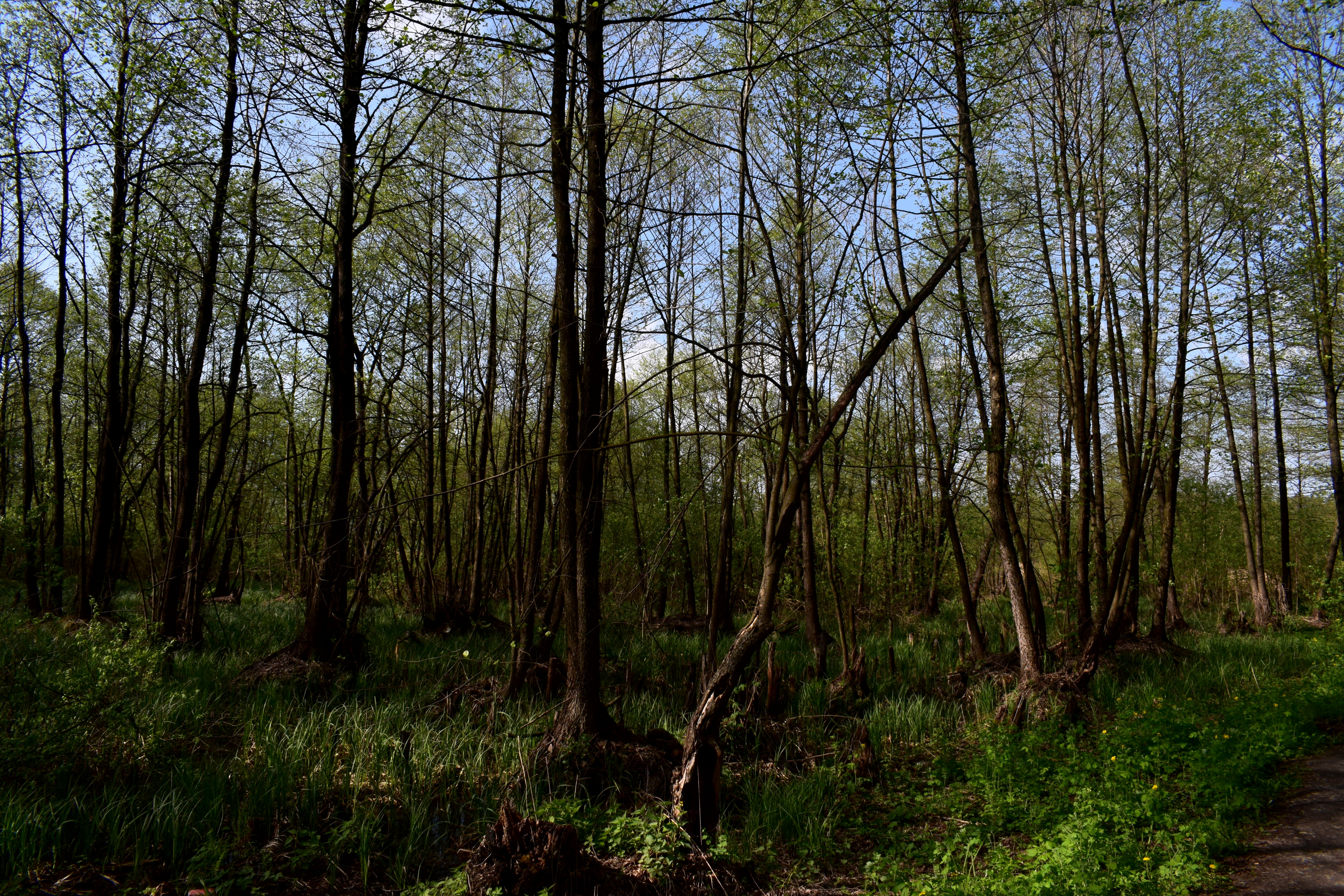
Заболочений ліс
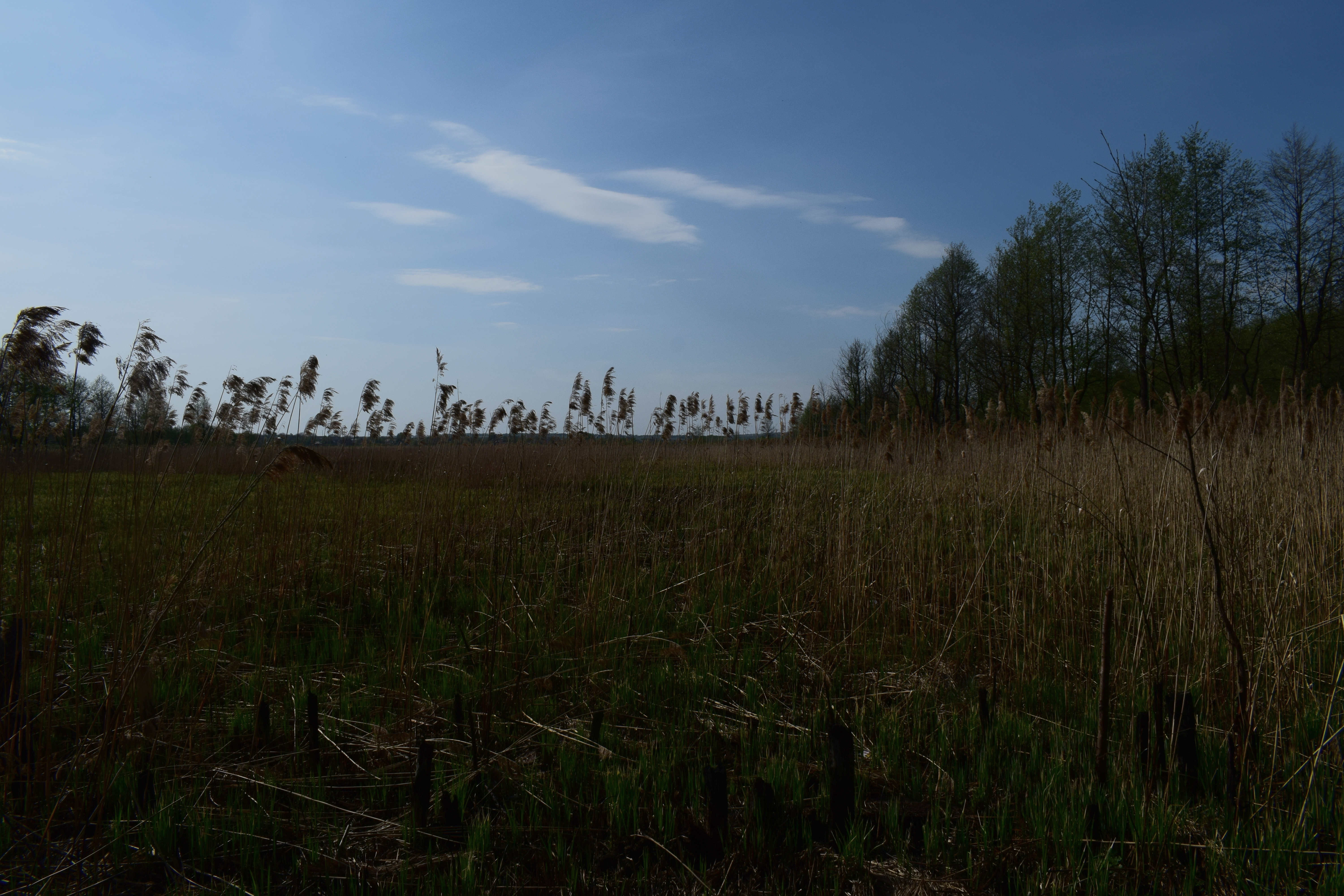
Очерет звичайний
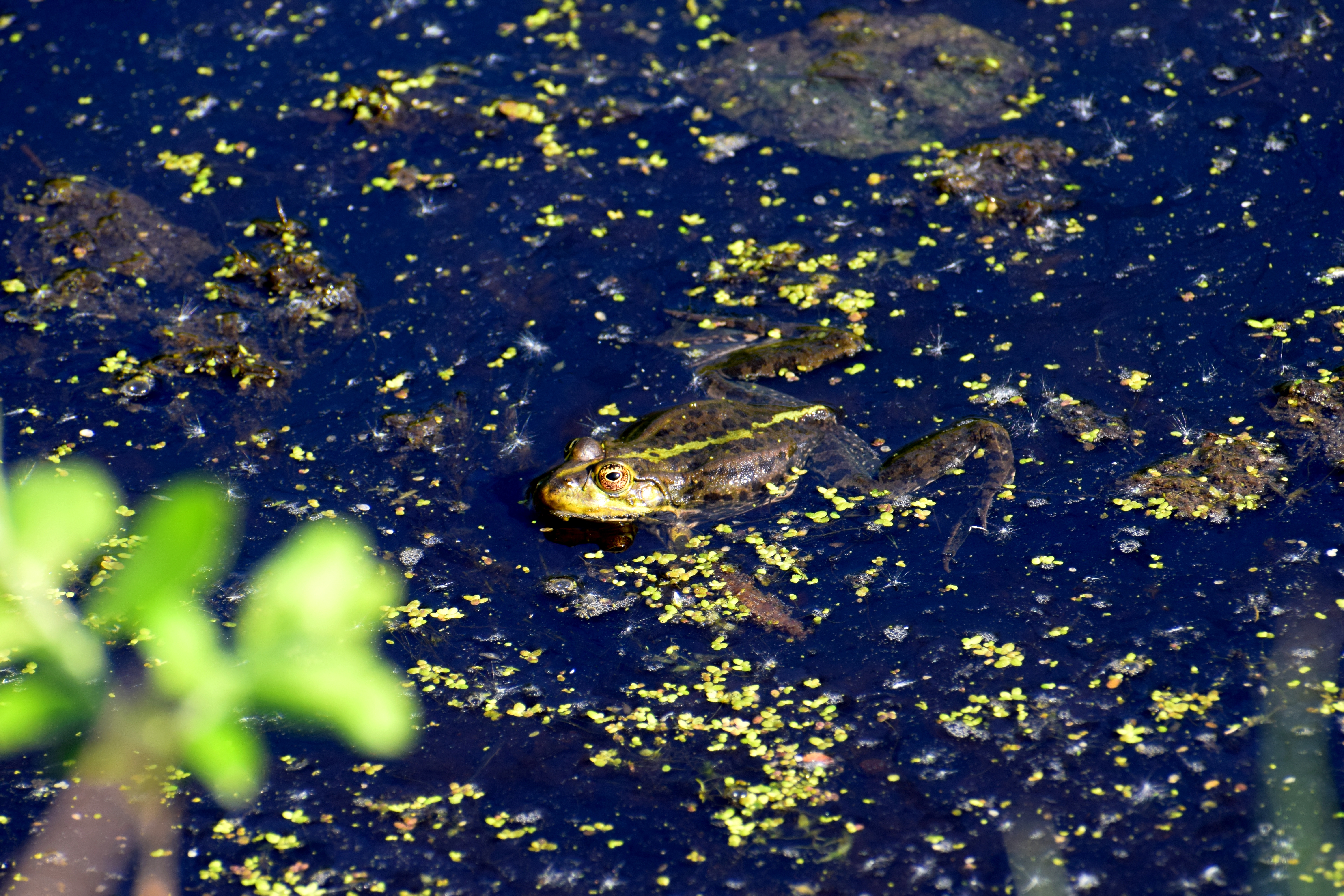
Жаба озерна
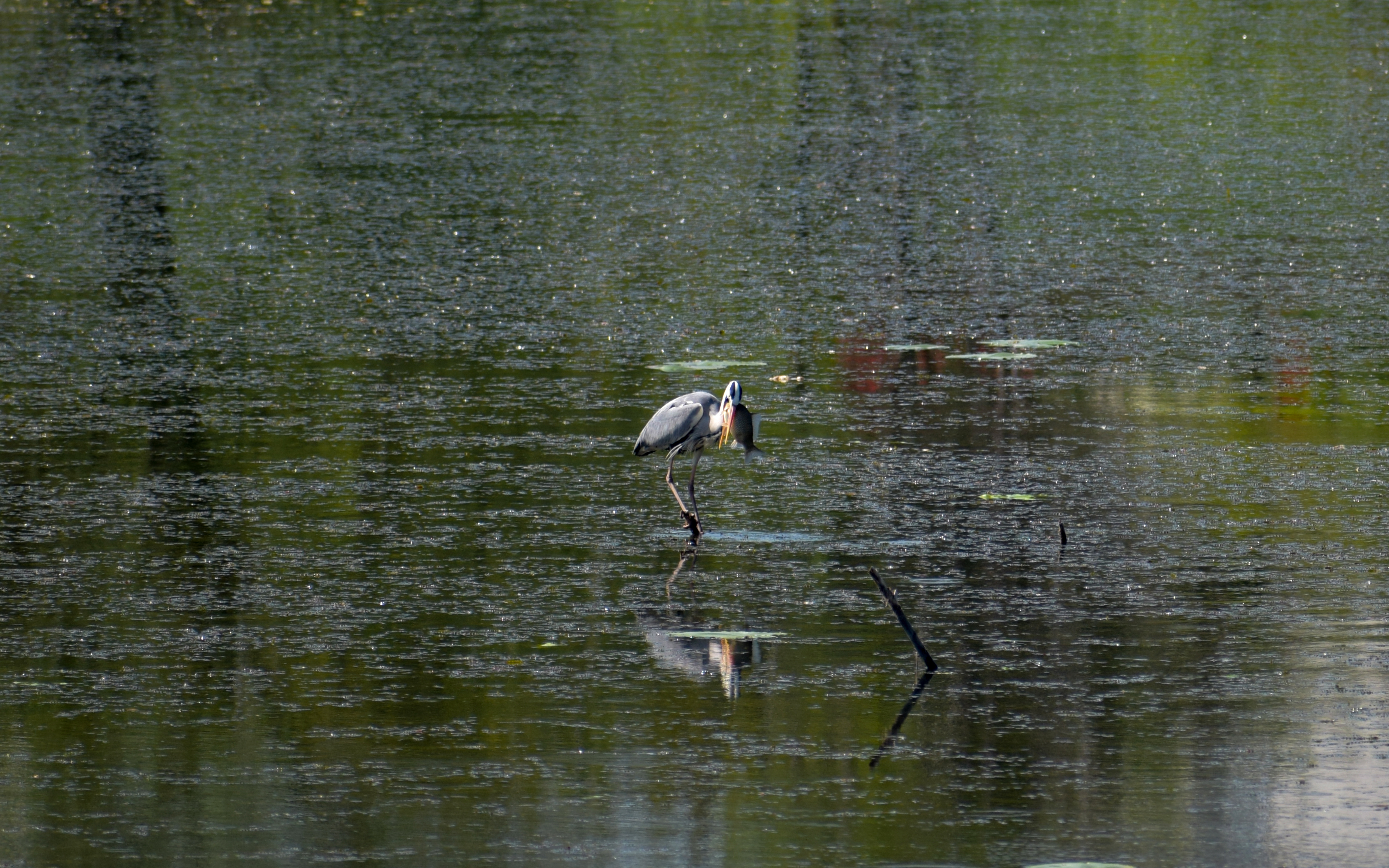
Сіра чапля схопила коропа